# كارل الثاني دوق مكلنبورغ ستريليتس

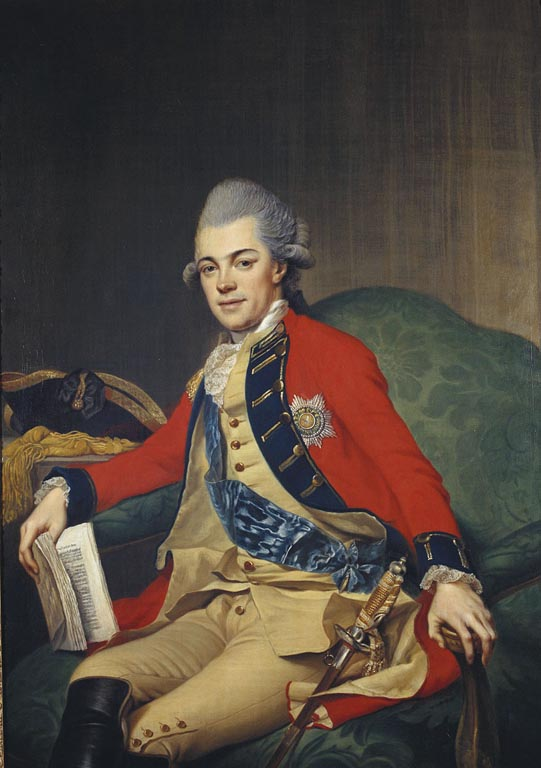
شارلز الثاني دوق مكلنبورغ ستريليتس

تشارلز الثاني دوق مكلنبورغ (بالألمانية: Karl II zu Mecklenburg)‏ (10 أكتوبر 1741 - 6 نوفمبر 1816) كان حاكم ولاية مكلنبورغ ستريليتس من عام 1794 حتى وفاته في عام 1816 . في الأصل كان حاكم مثل الدوق، وتم رفع رتبة إلى دوق أكبر في عام 1815 وقبل خلافته للعرش شغل منصب محافظ هانوفر من بين عامي 1776-1786.

## عن حياته
ولد 10 أكتوبر 1741 في مدينة ميرو في ألمانيا .

## وفاته
توفي في 6 نوفمبر 1816 في نويشتريليتز في ألمانيا بسبب نوبه قلبيه عن عمر يناهز 75 سنة.